# Solnetschny (Krasnojarsk)
Solnetschny (russisch Со́лнечный) ist eine Siedlung städtischen Typs in der Region Krasnojarsk (Russland) mit 10.384 Einwohnern (Stand 14. Oktober 2010).

## Geographie
Die Siedlung liegt in den nordöstlichen Ausläufern des Kusnezker Alatau, gut 200 km südwestlich der Regionshauptstadt Krasnojarsk.
Solnetschny ist eine der geschlossenen Siedlungen (SATO) Russlands und als solche der Regionsverwaltung administrativ direkt unterstellt. Sie grenzt unmittelbar von Südwesten an die Kleinstadt Uschur an, von deren Zentrum sie nur etwa vier Kilometer entfernt ist.

## Geschichte
Die Plattenbausiedlung entstand ab 1965 als Wohnsiedlung für Angehörige der Sowjetischen Armee, nachdem 1962 die 62.  Raketendivision von Tomsk der Strategischen Raketentruppen der Sowjetunion in dieses Gebiet verlegt worden war. Nach der nahen Stadt wurde sie zunächst Uschur-4 genannt.
In der Umgebung der Siedlung waren und sind Interkontinentalraketen des Typs R-36M (NATO-Code SS-18 „Satan“) stationiert.
Am 14. Juli 1992 wurde die zuvor geheime Siedlung offiziell „Geschlossenes administrativ-territoriales Gebilde (SATO)“, 1995 erhielt sie den heutigen Namen (russisch für sonnige [Siedlung]) und den Verwaltungsstatus als der Region direkt unterstellte Siedlung städtischen Typs.

## Bevölkerungsentwicklung
| Jahr | Einwohner |
| ---- | --------- |
| 2002 | 10.809    |
| 2010 | 10.384    |

Anmerkung: Volkszählungsdaten

## Wirtschaft und Infrastruktur
Die Wirtschaft der Siedlung ist auf ihren Charakter als Standort der Strategischen Raketentruppen (RWSN) der Russischen Streitkräfte ausgerichtet. Hier befinden sich hauptsächlich Versorgungseinrichtungen für Militärangehörige und ihre Familien.
Die nächstgelegene Bahnstation befindet sich im benachbarten Uschur an der Strecke Atschinsk – Abakan. Durch Uschur verläuft auch die Regionalstraße R 412, die die Orte über Scharypowo mit der Fernstraße M54 bei Nasarowo verbindet.